# إتراج
إتراج ، اختصار لـ الشركة العامة الاقتصادية للجرارات الزراعية (EPE / ETRAG / Spa) ، هي شركة متخصصة في تطوير الآلات الزراعية. تم إنشاؤه في 29 يونيو 2009 بعد انقسام سيرتا EPE
.

## شراكة
أبرمت إتراج شراكة صناعية وتجارية مع AGCO ماسي فيرغسون،  الرائدة عالميًا في تصنيع الآلات الزراعية. أنشأوا في 16 أغسطس 2012 مشروعًا مشتركًا (مشروع مشترك) يسمى شركة الجرارات الجزائرية ATC Spa. تتكون الاتفاقية من شريكين محليين إتراج بنسبة (36٪) ، وبات (15٪) وماسي فيرغسون (41٪). 